# Ferdinand von Bothmer
Anton Friedrich Wilhelm Ferdinand von Bothmer (* 5. August 1758 in Bennemühlen; † 19. November 1826 in Stolzenau) war ein deutscher Verwaltungsjurist und hannoverscher Oberhauptmann.

## Leben
Ferdinand von Bothmer entstammte der freiherrlichen Linie des niedersächsischen Adelsgeschlechts von Bothmer. Sein Vater Georg Christian von Bothmer war Schatzrat und Hofrichter in Bennemühlen bei Bissendorf im Fürstentum Lüneburg.
Ab Michaelis 1778 studierte er Rechtswissenschaften an der Universität Göttingen und ist dort ab 1778 in den Protokollen der Hannoverschen Landsmannschaft als deren Mitglied ausgewiesen. Im Dezember 1781 bestand er sein Examen in Hannover und trat in den hannoverschen Staatsdienst ein. Er kam als Auditor an das Amt Lauenau und wurde 1785 Supernumerar-Drost beim Amt Nienburg. 1789 wurde er zum wirklichen Drosten  in Diepholz befördert. 1795 wurde er nach Stolzenau in der Grafschaft Hoya versetzt und 1814 zum Oberhauptmann im Amt Stolzenau ernannt.
Kurzzeitig war er zugleich Assessor am Hofgericht in Celle.
Er war mit Albertine Juliane, geb. von Brandt gen. von Müller verheiratet. Der Minister Friedrich von Bothmer und der Justizrat und Abgeordnete Karl von Bothmer waren Söhne des Paares.